# Anjar
Pour les articles homonymes, voir Chalcis (homonymie).
Anjar est une ville du Liban dans la plaine de la Bekaa, à peu près à mi-chemin sur la route de Beyrouth à Damas. Sa population est estimée à environ 5 500 habitants et elle est essentiellement d'origine arménienne.
Le site est actuellement identifié à Chalcis sub Libanum ou Chalcis de Cœlé-Syrie, mais sans preuve formelle. Majdel `Anjar à quelques kilomètres au sud-ouest d’`Anjar où se trouvent les ruines d’un temple romain et qui a été le site d’une bataille pour l’indépendance du Liban dans l’empire ottoman en 1618 est aussi un emplacement proposé pour le site de Chacis.
`Anjar fut l'exemple d'un centre de commerce à l'intérieur des terres : elle est située à l'intersection de deux routes importantes : celle menant de Beyrouth à Damas dans le sens Ouest-Est et la route Nord-Sud traversant toute la Bekaa et menant d'Homs vers Baalbek puis le sud du Liban.

## Histoire

### L'Antiquité
Vers la fin du Ier siècle av. J.-C., à la faveur des désordres qui marquent la fin des Séleucides, les Arabes Ituréens occupent la Bekaa et le Nord du Liban et fondent un vaste royaume dont la capitale politique est Chalcis et la capitale religieuse Héliopolis-Baalbek. Ces Ituréens tentent d'étendre leur pouvoir sur tout le versant occidental du Liban.
Lorsque Pompée, vers 64/63, s'empare de la région, il réorganise l'administration de la région, un certain nombre de cités sont retirées de la principauté ituréenne.

### La période ottomane
En 1618, les changements à la tête de l'empire Ottoman permettent le retour triomphal de Fakhr ad-Dîn alors en exil en Toscane. Il reconquiert progressivement ses territoires et reprend tout le Liban même au-delà des frontières de montagnes. En 1623, le vizir ottoman de Damas, Kara Mustafa Pacha attaque Fakhr ad-Dîn. L'affrontement a lieu à `Anjar et malgré des forces en quantité inférieure, Fakhr ad-Dîn l'emporte renforçant sa position au Liban. Il en profite pour étendre son pouvoir jusqu'à Gaza au sud et Alep au Nord. L'année suivante le Sultan Murad IV reconnaîtra son autorité sur ce territoire. Dix ans plus tard le même Murad IV fera arrêter et exécuter Fakhr ad-Dîn.

### La communauté arménienne

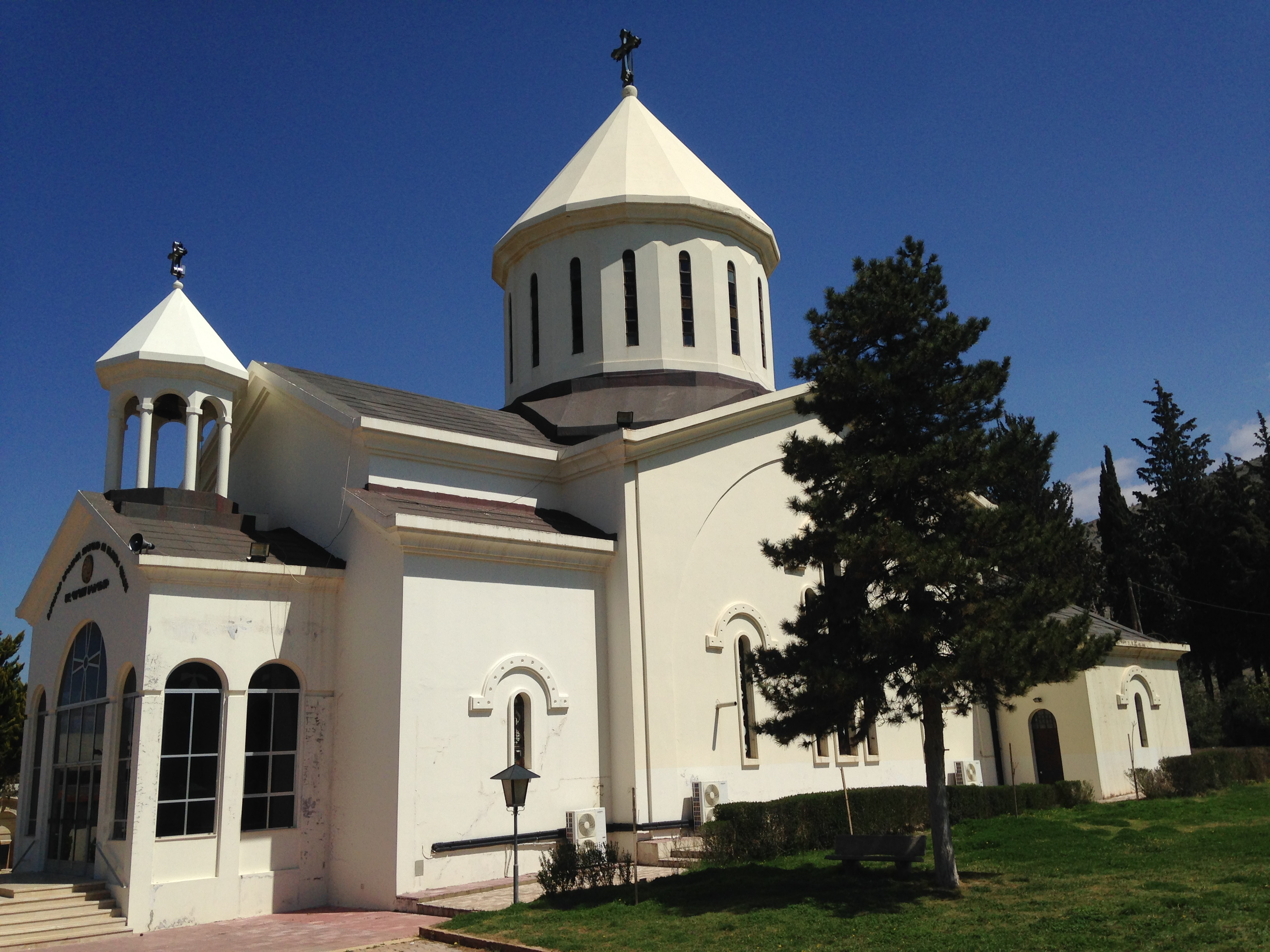
Une église arménienne à Anjar

En 1939, les autorités françaises installent à Anjar des familles entières d’Arméniens originaires des montagnes du Musa Dagh, dans le sandjak d’Alexandrette, l’actuelle Iskenderun turque, que la France a cédée en 1938 à la Turquie en échange de sa neutralité dans la guerre qui couve en Europe.
Ayant déjà subi le génocide de 1915, les Arméniens sont évacués à Anjar. Une cité, dont les six quartiers portent les noms de villages du Musa Dagh, y est créée de toutes pièces. De ce camp de réfugiés, Anjar a évolué en une localité aux apparences cossues.
La ville est considérée comme la seconde ville arménienne du Liban.

### L'histoire récente
De 1984 à 2005, Anjar est le Quartier Général des services de renseignements syriens au Liban. C'est aussi un centre illégal de tri et de détention, contrôlé par services secrets syriens.
À la suite de la découverte d'un charnier, la Syrie a été montrée du doigt. Une enquête a été réalisée et on a conclu que c'était un cimetière ottoman. Le corps le plus ancien date de 50 ans.

## Le site d'Anjar
`Anjar est l'unique site du Liban datant de l'époque omeyyade. `Anjar n'a été découverte par les archéologues qu'à la fin des années 1940.`Anjar diffère des autres sites archéologiques du Liban qui peuvent parfois se prévaloir d'une histoire ininterrompue depuis leur fondation à nos jours. `Anjar paraît n'avoir vécu que quelques décennies au début du VIIIe siècle de notre ère. `Anjar conserve toutefois son mystère : est-elle construite sur l'emplacement de la ville antique Chalcis ?
De plan rectangulaire, sur le modèle de la ville ou du camp romain sur un rectangle de 370 m sur 310 m. La ville est entourée d'un mur de sept mètres de hauteur et de deux mètres d'épaisseur, cantonné de trente-six tours et de quatre tours d'angle circulaires. Cette enceinte est construite de pierres calcaires formant les parements intérieur et extérieur, comblés d'un remplissage de pierres brutes, de cailloux et de mortier.
Les deux voies principales, ornées de colonnades, se coupent sous un tétrapyle comme à Palmyre ou à Apamée. La ville a toutes les apparences d'une ville romaine et cela bien qu'elle soit l'œuvre du calife Omeyyade Al-Walid Ier. Le mystère de cette cité est qu'elle n'a vécu que quelques décennies. Les archéologues ont réussi à redonner vie à cette belle résidence dans les années 1950.

### Principaux monuments
- Le Grand Palais, premier monument découvert en 1949, dont un mur et les principales arcades ont été reconstruits.
- La Mosquée, mesurant 45 m sur 32 m et située au Nord du palais, dispose de deux entrées publiques et d'une entrée privée pour le calife.
- Le Petit Palais, recouvert par de riches motifs dans la pure tradition gréco-romaine. Ce monument a gardé son état original.
- Les Thermes, construits sur le modèle romain.

### Autres points d'intérêt
La source qui donne son nom à la ville se situe juste à l'écart des ruines et constitue un agréable emplacement pour le pique-nique. Les fouilles ne font que commencer sur ce site et un certain nombre d'éléments suggèrent la présence de constructions grecques et romaines : peut-être l'ancienne Chalcis mais ce site est peut-être aussi celui de l’ancienne Zobah. Zobah était la capitale d'un royaume araméen jusqu’au Ier siècle av. J.-C. Ce royaume s'est parfois étendu jusqu'à l'Euphrate vers l'Est et jusqu'à la rivière Yarmûk vers le Sud. Là encore l'identification de Zobah avec Chalcis/`Anjar n'est pas prouvée.
Enfin il y a le lieu appelé Karak Nuh qui, sur l'emplacement d'un ancien lac et selon la légende locale, serait l'endroit où se serait échouée l'arche de Noé, et où l'on trouve la tombe de Noé.